# Poullignac
Poullignac település Franciaországban, Charente megyében. Lakosainak száma 105 fő (2022. január 1.). Poullignac Berneuil, Bessac, Brie-sous-Barbezieux, Deviat, Saint-Félix, Saint-Martial és Sainte-Souline községekkel határos.

## Népesség
A település népességének változása:
| Lakosok száma | 143  | 124  | 97   | 81   | 74   | 82   | 87   | 89   | 94   | 105  |
|               | 1968 | 1982 | 1990 | 2006 | 2013 | 2015 | 2017 | 2019 | 2020 | 2022 |